# Hubert Meunier
Hubert Meunier (Differdange, 14 december 1959) is een voormalig voetballer uit Luxemburg. Hij speelde als verdediger gedurende zijn carrière, voor achtereenvolgens Progrès Niedercorn, Jeunesse Esch, Avenir Beggen en tot besluit opnieuw Progrès Niedercorn.

## Interlandcarrière
Meunier kwam 54 keer (nul doelpunten) uit voor de nationale ploeg van Luxemburg in de periode 1978-1989. Hij maakte zijn debuut op 7 oktober 1978 in de EK-kwalificatiewedstrijd tegen Frankrijk (1-3). Hij moest in dat duel na 62 minuten plaatsmaken voor Aldo Catani. Meunier zwaaide af op 1 juni 1989 met een 5-0 nederlaag tegen België.

## Erelijst
- Landskampioen

1978, 1981, 1983, 1985, 1986
- Beker van Luxemburg

1980, 1987